# Sarracena
Sarracena is een geslacht van vlinders van de familie spanners (Geometridae), uit de onderfamilie Larentiinae.

## Soorten
- S. brevilinea Warren, 1904
- S. chlamydaria Herrich-Schäffer, 1853
- S. euides Prout, 1923
- S. leptaliaria Guenée, 1858